# IMEI
IMEI (англ. International Mobile Equipment Identity — міжнародний ідентифікатор мобільного обладнання) — серійний номер мобільного пристрою (п'ятнадцятизначне число, тобто 14 цифр коду плюс 15-та контрольна цифра), який встановлюється заводом-виробником та є унікальним для кожного мобільного телефону. Цей номер встановлюється заводом-виробником при виготовленні апарату та служить для точної і повної ідентифікації телефону в мережах форматів GSM та UMTS: автоматично передається апаратом у мережу оператора при підключенні.
IMEI також необхідний задля розблокування SIM-Lock.
Оператор мобільного зв'язку може заблокувати мобільний пристрій за його кодом IMEI (наприклад у випадку крадіжки).
Теоретично у такому випадку пристрій недієздатний навіть із іншою SIM-картою. Для цього номери вкрадених пристроїв заносять у спеціальний список (базу даних), так званий «чорний список», який у розпорядженні багатьох мобільних операторів. Подальшу інформацію можна почерпнути із Equipment Identity Register (EIR).

## Як дізнатись IMEI телефону
IMEI — код «зашитий» у прошивку — програмне забезпечення телефону, тобто записаний у його спеціалізовану пам'ять. Щоб дізнатися IMEI телефону потрібно набрати на його клавіатурі комбінацію «*#06#» (наявність SIM-карти як-правило необов'язкова, крім випадків, коли модель телефону не може працювати без SIM-картки). При цьому на екрані з'явиться 15-значне число — це код IMEI, у деяких моделях відображається 17 значне число, у цьому випадку дві останні цифри — версія прошивки. IMEI на екрані може бути показаний по-різному: суцільною стрічкою (без пробілів), або у вигляді окремих груп цифр (з пробілами, тире та ін.).
Також IMEI можна побачити на пакувальній коробці телефону (під штрих-кодом), на корпусі мобільного телефону під акумулятором, на фірмовій етикетці (наклейці), у гарантійному талоні. При купівлі апаратів рекомендується порівнювати ці номери. Не рекомендується купувати телефон при виявленні будь-якої розбіжності.

## Унікальність IMEI телефону
З одним і тим же IMEI технічно не може існувати більше одного телефону, окрім випадків, коли IMEI був навмисне змінений зловмисниками. Щоб IMEI не можна було відносно легко змінити, виробники телефонів уживають заходів — кодують його значення, розподіляють частини IMEI по декількох мікросхемах, записують код у пам'ять, що не перепрограмовується (OTP area) і т.і. Ризик виявити апарат з таким же IMEI як і у Вас досить невеликий, та з введенням нових засобів боротьби з різного роду зловживаннями він щоразу зменшується.
Раніше піратськими методами виявлено, що номер можна поміняти за допомогою програм на ПК. Однак в деяких регіонах такі маніпуляції вважаються кримінальним злочином. Наразі перепрограмувати номер вважається неможливим.

## Код IMEI
Код IMEI, як правило, складається з 4-х груп цифр, а саме: TAC + FAC + SNR + SP + Х,
- де:
  - TAC (Type Approval Code) — код моделі телефону (6 цифр, в тому числі перші 2 — код країни);
  - FAC (Final Assembly Code) — 2-значний код країни фінальної збірки;
  - SNR (Serial Number) — серійний номер телефону, що складається з 6 цифр;
  - SP (Spare) — додатковий ідентифікатор з 1 цифри (контрольна сума, яка на основі попередніх цифр по алгоритму Luhn ISO/IEC 7812),
  - Х — додаткові цифри, наприклад у телефонах Sony Ericsson.

Дані країни кінцевої збірки телефону (FAC) намагаються не розголошувати, тим паче, що FAC періодично змінюється.
- 10\70 — Фінляндія,
- 19\40 — Велика Британія,
- 78\20 — Німеччина,
- 30 — Корея,
- 35 — Індія,
- 67 — США,
- 80 — Китай.

## Регулювання та IMEI в Україні
Починаючи з 31 липня 2009 оператори мобільного зв'язку будуть здійснювати підключення лише тих нових телефонів, коди ІМЕІ яких зареєстровані в базі даних (див. ІСОМТУ). Для того, щоб бути впевненим в законності мобільного телефону, який купується, покупець сам зможе його перевірити. Можливість такої перевірки має бути надана в кожному пункті реалізації після 30 вересня 2009 року.
Для перевірки законності походження мобільного телефону необхідно відправити SMS з кодом ІМЕІ в тексті SMS на короткий номер 307 або на вебсайті Державного підприємства «Український державний центр радіочастот». Система перевірки мобільного телефону працює з 15 квітня 2009 року.
Мобільні телефони з «сірого» списку планувалося відключити 15 січня 2010 року.
«У роботі бази, за якою можна дізнатися, чи є IMEI-код вашого телефону у „білому“ списку, поки можливі збої. Але всі телефони, що були ввезені і працювали до 28 березня 2009-го — амністовані, навіть якщо їх немає в базі», — повідомила радник Голови Національної комісії з питань регулювання зв'язку Вікторія Яковлєва.